# Lewis Henry Owain Pugh
Lewis Henry Owain Pugh, valižanski (britanski) general, * 1907, † 1981.